# Chris Moleya
Chris Moleya (* 27. Januar 1997) ist ein ehemaliger südafrikanischer Leichtathlet, der sich auf den Hochsprung spezialisiert hat.

## Sportliche Laufbahn
Erste internationale Erfahrungen sammelte Chris Moleya im Jahr 2015, als er bei den Afrikaspielen in Brazzaville mit übersprungenen 2,22 m die Bronzemedaille hinter dem Botswaner Kabelo Kgosiemang und Mohamed Younis Idris aus dem Sudan gewann. Im Jahr darauf belegte er bei den Afrikameisterschaften in Durban mit 2,00 m den sechsten Platz und gelangte dann bei den U20-Weltmeisterschaften in Bydgoszcz mit 2,18 m auf den elften Platz. 2018 gewann er bei den Afrikameisterschaften in Asaba mit 2,26 m die Silbermedaille hinter dem Kenianer Mathew Sawe und anschließend wurde er beim IAAF Continental Cup in Ostrava mit 2,15 m Siebter. 2023 beendete er seine aktive sportliche Karriere im Alter von 26 Jahren.
In den Jahren 2017 und 2018 wurde Moleya südafrikanischer Meister im Hochsprung.